# Annaja
Annaja (arab. عنايا) – wieś położona w dystrykcie Dżabal Lubnan, w Kada Dżubajl, w Libanie.
Wieś znajduje się 9 km na wschód od Byblos. Annaja jest znanym chrześcijańskim centrum pielgrzymkowym ze względu na znajdujące się w miejscowym monasterze maronickim relikwie św. Szarbela Machlufa.